# Derrick Lehmer
Pour les articles homonymes, voir Lehmer.
Derrick Henry Lehmer est un mathématicien américain, spécialiste de théorie des nombres connu pour ses  tests de primalité, né le 23 février 1905 à Berkeley (Californie) où il est mort 22 mai 1991. Il a aussi posé le problème qui porte son nom (problème de Lehmer) : si n ≡ 1 mod φ(n), n est-il nécessairement premier ?

## Biographie
Son père Derrick Norman Lehmer (1867–1938) a créé des tables de nombres premiers et des tables de factorisations à l'aide de calculatrices mécaniques. Lui-même étudie d'abord la physique à l'université de Californie à Berkeley, où son père est professeur de mathématiques. En tant qu'étudiant, il travaille sur la mise en œuvre d'algorithmes de factorisation pour son père à l'aide de calculatrices à cartes perforées, assisté de sa future épouse, Emma Markovna Trotskaya, qui étudie également à Berkeley. En 1927, il obtient son BA en physique et commence à travailler à un doctorat avec Leonard Eugene Dickson à Chicago, mais il change de directeur de recherche pour Jacob David Tamarkin à l'université Brown à Rhode Island, où il obtient son doctorat en 1930.
Il est ensuite au California Institute of Technology avec une bourse d'État en 1930/31, puis à l'université Stanford et à l'Institute for Advanced Study de Princeton (New Jersey) pendant un an avant d'obtenir un poste de professeur associé à l'université Lehigh. À l'exception d'une visite en Angleterre en 1938/39 où il rend visite à Godfrey Harold Hardy, John Edensor Littlewood, Harold Davenport, Kurt Mahler, Louis Mordell et Paul Erdős, lui et sa femme restent à Lehigh jusqu'en 1940 , lorsqu'il obtient un poste à son université d'origine, Berkeley. Pendant les années de guerre, sa femme et lui travaillent comme opérateurs de l'ENIAC sur le Aberdeen Proving Ground de l'armée américaine : le jour pour les calculs balistiques, la nuit pour des calculs en théorie des nombres. Lorsqu'il refuse le serment de loyauté imposé par Joseph McCarthy à Berkeley en 1950, il perd brièvement son emploi, qu'il remplace en travaillant pour le National Institute of Standards and Technology. Après sa réintégration, il reçoit divers distinctions : il est vice-président de l'American Mathematical Society et « gouverneur en général » de l'Association for Computing Machinery 1953-1954.
De 1954 à 1957, Lehmer dirige le département de mathématiques de l'université de Californie à Berkeley. En 1958, il est conférencier invité au Congrès international des mathématiciens d'Édimbourg (Discrete variable methods in numerical analysis). En 1972, il prend sa retraite. Il a reçu un doctorat honorifique de l'Université Brown en 1980.

## Recherche
Lehmer est un pionnier dans l'utilisation des ordinateurs et des méthodes numériques générales en théorie des nombres. Certaines de ses contributions sont listées ci-dessous.

### Test de primalité
Il a amélioré le test de primalité de Lucas d'Édouard Lucas et d'autres méthodes pour prouver la primalité des entiers naturels : c'est le  « test de primalité de Lucas-Lehmer pour les nombres de Mersenne », lequel porte leur nom,.

### Paires de Lehmer
Il a également été l'un des premiers à tester électroniquement l'hypothèse de Riemann. Ce faisant, il découvre des zéros étroitement voisins de la fonction zêta de Riemann, qui sont maintenant appelés paires de Lehmer.

### Machines de criblage
À la suite de son père, Lehmer construit divers dispositifs pour les méthodes de crible afin de calculer une solution de certaines congruences en théorie des nombres, principalement pour l'analyse des facteurs premiers ; les premières constructions sont faites en 1926 avec des chaînes de vélo, en 1932 avec des engrenages optiques (dispositif exposé à l'Exposition universelle de 1933 à Chicago en 1933-34), en 1936 avec des bandes de pellicule de 16 mm, en 1966 un dispositif plus élaboré appelé « Delay Line Sieve » (aussi « Dick Lehmer's Sieve ») DLS-127, 1969 DLS-157, 1975 Shift Register Sieve SRS-181, et il programme les méthodes du crible sur les ordinateurs SWAC, IBM 7094 et ILLIAC IV.

### Algorithme d'Euclide
En 1938, il développe une version accélérée de l'algorithme d'Euclide pour les très grands entiers. En 1959, il améliore la formule de l'astronome Ernst Meissel pour le nombre de nombres premiers {\displaystyle \pi (x)} inférieurs à  {\displaystyle x} et calcule avec sa méthode le nombre {\displaystyle \pi (10^{10})}. Il s'avère que sa valeur est trop grande d'une unité.

### Développement cotangent et constante de Lehmer
Lehmer établit en 1938 que tout nombre réel positif x, il existe une unique suite d'entiers positifs (bk)k vérifiant,
{\displaystyle b_{k}\geqslant b_{k-1}^{2}+b_{k-1}+1}
telle que :
{\displaystyle x=\cot \left(\sum _{k=0}^{+\infty }(-1)^{k}\operatorname {arccot}(b_{k})\right).}
Cette série est appelée développement en cotangente continue de Lehmer.
La constante de Lehmer {\displaystyle 0{,}5926327182...} est le nombre réel dont le développement en cotangente continue de Lehmer converge le plus lentement ; il correspond au cas b0 = 0 et où la condition sur les entiers est dans le cas d'égalité.

### Fonction tau de Ramanujan
Lehmer a étudié la fonction tau de Ramanujan qui est la fonction  {\displaystyle \tau }  de   Srinivasa Ramanujan définie par
{\displaystyle \sum _{n=1}^{\infty }\tau (n)x^{n}=x((1-x)(1-x^{2})(1-x^{3})...)^{24}}
et formule en 1947 la conjecture de Lehmer selon laquelle {\displaystyle \tau (n)} ne s'annule pour aucun entier naturel {\displaystyle n}.

### Algorithme de Lehmer-Schur
L'algorithme de Lehmer-Schur est une méthode pour isoler les zéros d'un polynôme dans le plan complexe. Elle repose sur un critère pour déterminer le nombre de zéros du polynôme dans un disque de centre et de rayon donnés et sur une généralisation systématique de l'imbrication d'intervalles.

### Moyenne de Lehmer
Une méthode paramétrique de calcul de la moyenne de nombres non négatifs qui fournit certaines des moyennes les plus courantes dans des cas particuliers est appelée moyenne de Lehmer.

### Problème de Lehmer
Le problème de Lehmer  est un problème encore non résolu qui concerne les zéros d'un polynôme. Il se formule ainsi :  pour tout polynôme à  coefficients entiers, dont tous les zéros sont à l'extérieur du cercle unité, existe-t-il une borne inférieure {\displaystyle C>1} où {\displaystyle C} est la mesure de Mahler ?
La plus petite mesure trouvée à ce jour concerne un polynôme de degré 10 et vaut {\displaystyle 1{,}17628}. Ce nombre s'appelle le nombre de Lehmer.

### Problème du totient
Le problème du totient de Lehmer, fait aussi partie des questions faciles à formuler mais encore ouvertes : Existe-t-il un entier naturel composé  {\displaystyle n} tel que l'indicatrice d'Euler {\displaystyle \varphi } vérifie {\displaystyle \varphi (n)|(n-1)} ? Un tel entier {\displaystyle n} serait un nombre pseudo-premier remarquable, en revanche l'inexistence d'un tel entier aurait pour conséquence la validité du critère{\displaystyle \,n\equiv 1\mod \varphi (n)\,} pour les nombres premiers.

### Matrices de Lehmer
Les matrices symétriques à éléments rationnels, appelées matrices de Lehmer sont des matrices dont les inverses sont des matrices tridiagonales avec des éléments strictement négatifs sur les deux diagonales non principales. Elles peuvent être spécifiés analytiquement et peuvent être utilisés pour tester des programmes d'inversion numérique.

### Code de Lehmer
Une bijection entre une permutation et un entier positif dans un système de numération factorielle est appelée code de Lehmer.

### Les «Cinq de Lehmer»
Les cinq de Lehmer sont les cinq nombres naturels 276, 552, 564, 660, 966 inférieurs à 1 000 pour lesquels le comportement asymptotique de leur suite aliquote (la suite de la somme itérée de tous leurs diviseurs propres) n'est  pas encore déterminée.

### Chaînes de Cunningham
La recherche de chaînes de Cunningham remonte également à Lehmer. Ce sont des suites de nombres premiers dans lesquelles des éléments consécutifs vérifient {\displaystyle p_{i}=2\cdot p_{i-1}+1}. La motivation vient des tests de primalité de type Lucas, où pour tester si {\displaystyle p} est premier, on doit factoriser {\displaystyle (p-1)}. Lehmer a trouvé trois de ces chaînes de sept nombres premiers où le plus petit nombre premier est inférieur à {\displaystyle 10^{7}}.

### Direction de thèses
Lehmer a été directeur de thèse de Tom Apostol, John Brillhart, Ronald Graham, David Singmaster, Harold Stark et Peter Weinberger, entre autres.

## Publications complémentaires
- Guide to Tables in the Theory of Numbers Washington. 1941, réimpression 1961.
- Selected papers of D. H. Lehmer, 1981.
- avec John Brillhart, John L. Selfridge, Bryant Tuckerman, S. S. Wagstaff Jr., « Factorizations of {\displaystyle b^{n}} ± 1, b = 2, 3, 5, 6, 7, 10, 11, 12 up to high powers », American Mathematical Society 1983, 3e édition, 2002[21].
- « An extended theory of Lucas’ functions », Annals of Mathematics, vol. 31 (1930), p. 419–448
- « A machine for combining sets of linear congruences », Mathematische Annalen, vol. 109 (1934), p. 661–667.
- « The Vanishing of Ramanujan’s Function tau(n) », Duke Math. J., vol. 14 (1947), p. 429–433
- « Mechanized mathematics », Bulletin of the American Mathematical Society, 1966.